# Alexander von Fürstenberg
Alexander Egon von Fürstenberg (ur. 25 stycznia 1970 w Malibu) – amerykański biznesman, syn projektantki Diane von Fürstenberg i księcia Egona von Fürstenberga.

## Wczesne życie
Jest synem projektantki Diane von Fürstenberg z domu Halfin oraz księcia Egona von Fürstenberga. Jego matka pochodzi z belgijsko-żydowskiej rodziny, jej przodkowie pochodzili z Mołdawii i Grecji, a ojciec był w połowie Włochem i w połowie Niemcem; był synem niemieckiego księcia Tassila Fürstenberga i jego włoskiej żony, Clary Agnelli, starszej siostry prezesa firmy FIAT, Gianniego Agnelliego. Jego rodzice rozstali się w 1972 roku i rozwiedli się w 1983 roku.
Razem z siostrą, księżniczką Tatianą, wychował się w Nowym Jorku. Studiował na Uniwersytecie Browna, który ukończył w 1993 roku z tytułem licenjata.

## Kariera
Alexander von Fürstenberg rozpoczął swoją karierę w 1993 roku jako handlowiec w Risk Arbitrage Desk firmy Allen and Company. Obecnie jest dyrektorem ds. inwestycji w Ranger Global Advisors, LLC, założonej przez siebie firmie rodzinnej, która koncentruje się na oportunistycznych inwestycjach opartych na wartości. Wcześniej był członkiem współzarządzającym i dyrektorem ds. inwestycji Arrow Capital Management, LLC, prywatnej firmy inwestycyjnej skupiającej się na globalnych akcjach publicznych. Od 2001 roku pełni funkcję Chief Investment Officer w Arrow Investments, Inc., prywatnym biurze inwestycyjnym obsługującym rodzinę Diller-von Furstenberg. 
Fürstenberg kierował restrukturyzacją Diane von Fürstenberg Studio, LP, globalnej luksusowej marki lifestylowej, podnosząc jej roczne przychody ze 100 milionów dolarów do ponad 200 milionów dolarów. Pozostaje partnerem i dyrektorem w firmie, a także zasiada w Radzie Dyrektorów IAC, amerykańskiego konglomeratu internetowego.

## Życie prywatne
Jako nastolatek mieszkał w hotelu Carlyle, dwa piętra poniżej mieszkania właściciela sklepów wolnocłowych, Roberta Warrena Millera i jego rodziny; tam poznał najmłodszą córkę Millera, Alexandrę, która była od niego o trzy lata młodsza. Pobrali się 28 października 1995 roku w katolickiej ceremonii w kościele św. Ignacego Loyoli w Nowym Yorku. Mieli dwoje dzieci: Talitę Natashę (ur. 7 maja 1999) oraz Tassilo Egona Maximiliana (ur. 26 sierpnia 2001), który został nazwany po swoim pradziadku. Rozwiedli się w 2002 roku.
19 września 2020 roku ożenił się z Alison Parker Kay; był to dzień jej trzydziestych szóstych urodzin. Mają dwóch synów: Leona (ur. lipiec 2012) i Vito (ur. czerwiec 2020).